# استراتونیکه
استراتونیکه یا استراتونیکی (یونانی: Στρατονίκη؛ احتمالاً زادهٔ اواخر نیمه دوم قرن چهارم قبل از میلاد و نیمه اول قرن سوم پیش از میلاد) یک زن نجیب‌زاده یونانی با مقام بسیار عالی و همسر آرخاگاتوس یکی از صاحب‌منصبان دودمان بطلمیوسی در لیبی بود.
استراتونیکه زنی است که هویتش هنوز اثبات نشده است و تنها از طریق شواهد باقی مانده، شناخته می‌شود. هنگامی که شوهرش در برقه لیبی به عنوان ناظر یا سرپرست خدمت می‌کرد، استراتونیکه و همسرش آرخاگاتوس بر روی قطعه مرمری از طرف عموی مادری آرخاگاتوس، شاهزاده بطلمیوسی بطلمیوس دوم و مادربزرگ مادری‌اش برنیکه یکم ملکه مصر، یک محدودهٔ زمین مقدس را به خدایان ایزیس و سراپیس در اسکندریه تقدیم کردند. تاریخ ثبت این قطعه مرمری از حدود ۲۸۳ تا ۲۷۸ پیش از میلاد و در موزه یونانی-رومی اسکندریه به نمایش گذاشته شده است.
استراتونیکه همچنین هدیه‌ای به آرسینوئه دوم خواهر بطلمیوس دوم تقدیم کرد. مجسمه اصلی که او تقدیم کرد مجسمه اصلی هلنیستی آرسینوئه دوم بود که باید مربوط به ۲۸۰ قبل از میلاد تا ۲۷۸ قبل از میلاد باشد. مجسمه اصلی هلنیستی آرسینوئه دوم بعدها به صورت مجسمه رومی کپی شد.
استراتونیکه ممکن است همان استراتونیکه‌ای باشد که آرامگاه یادمانی در ایلیوسیس نزدیک اسکندریه داشت و معشوقه آینده بطلمیوس دوم بود.